# Lachalade
Lachalade – miejscowość i gmina we Francji, w regionie Grand Est, w departamencie Moza.
Według danych na rok 1990 gminę zamieszkiwało 57 osób, a gęstość zaludnienia wynosiła 3 osób/km² (wśród 2335 gmin Lotaryngii Lachalade plasuje się na 988. miejscu pod względem liczby ludności, natomiast pod względem powierzchni na miejscu 203.).